# Língua moriori
Moriori é uma Língua extinta da família Malaio-Polinésia muito relacionada ao Maori da Nova Zelândia. É a língua nativa dos Moriori, o povo indígena das Ilhas Chatham (Rekohu em Moriori), que ficam a leste da Nova Zelândia e sob sua soberania.

## Classificação
A linhagem linguística do Moriori:: Austronésia, Polinésia, Polinésia Nuclear, Polinésia Oriental, Polinésia Central, Tahitiana. Moriori é, porém, muito relacionado como o Maori da Nova Zelândia, das Ilhas Cook, das ilhas Maori e do Tahiti., dentre outras e de forma mais distante do Rapanui e da Língua havaiana. Alguns especialistas consideram o Mariori como um simples dialeto do Maori. No aspecto puramente linguístico, o Mariori pode ser considerado como um idioma isolado, separado.

## História
A invasão dos territórios Moriori pelos Taranaki| em 1835 causou forte impacto na população, na cultura e na língua Mariori, tendo restado somente 101 Marioris étnicos em 1862, e poucos falando a língua por volta dos anos 1870. Porém, Samuel Deighton, Magistrado Residente nas Chathams de 1873 a 1891, compilou um vocabulário simples de palavras Moriori, com seus equivalentes em Māori e em Inglês. Esse vocabulário foi publicado como um apêndice do livro "Moriori: A People Rediscovered", de Michael King.
A língua foi reconstruída para partes do filme The Feathers of Peace (ano 2000), que criou em forma de documentário a história do contato do povo Moriori com os  Pākehā e os Māori.
Em 2001, como parte do movimento de renascimento cultural, os Moriori começaram suas tentativas para fazer reviver o idioma, tendo compilado uma base de dados da palavras Moriori.
O Recenseamento de 2006 de População e Domicílios da Nova Zelândia informou que 945 pessoas se declararam como tendo afiliação tribal "Moriori", contra apenas 35 no Censo de 1901.

## Escrita
A escrita Moriori usa o Alfabeto latino simplificado:
- são apenas 8 consoantes - P, T, K, M, N, H, W, R, mais os conjuntos Ng e Wh.
- são as 5 vogais latinas, usadas sem ou com barra superior.

## Características
Algumas características do Moriori (em comparação com o Maori) são:
- Muitas vogais trocadas - Moriori "a" para Maori "e" (preposição), "ka" para "ki" (preposição), "eriki" para "ariki" (senhor, chefe), "reimata" para "roimata" (lágrima), "wihine" para "wahine" (mulher), etc.
- Vogais iniciando palavras antes de consoantes são muitas vezes eliminadas: "na" para "ena" ou "ha" para "aha".
- Vogais não tônicas ao final de palavras e que seguem outra vogal são, por vezes, também eliminadas, sendo a vogal anterior alongada: "ingō" para "ingoa" (nome), "rē" para "reo" (voz, idioma).
- Uma vogal antes de outra vogal pode desaparecer e a que fica é alongada: "kā" para "koa", "hēre" para "haere", etc.

Sílabas inteiras podem desaparecer: "ma" para "mate", "mo" para "motu". Também vogais átonas após consoantes podem ser enfraquecidas: "mot(u)" para "motu", "hok(i)" para "hoki". As consoantes /k/, /h/ e especialmente /t/ são muitas vezes aspiradas ou palatizadas. Porém, a suavização (enfraquecimento) de vogais ou aspiração e palatização de consoantes podem ser consideradas alofones, não sendo relevantes foneticamente.
"Kitē ko Tu i rari i ri papa o ro waka." - "I kitea ko Tu i raro i te papa o te waka."
São duas formas para - "'Tu' foi encontrado sob o fundo da canoa."
Notem-se as duas formas diferentes do arquivo definido singular nas sentenças Moriori: "ri" e "ro". Esse artigo pode também aparecer nas formas "ta", "te", "ti", "to", "tu", "ne", "re", "ru", "i", "ka", "ki", "ko" dentre outras. Não se sabe exatamente o que causa essas variações que podem ser dialetais, idiossincráticas ou ter outras causas. A forma usual da prefixo causativo é "hoko-". As diferenças morfológicas e de sintaxe entre o Maori e o Moriori são relativamente pequenas, mas não desprezíveis. Depois de séculos de isolamento, o Léxico Moriori já difere bastante do da língua Maori.

## Amostra de texto
Ko ta umu a huirangi
Taku umu nei kia tao ki te tihi o ta rangi,
Kai tao atu ki te pehore o ta rangi.
Ka hinga ta umu, ka mate ta umu, ka takato ta umu -
Ta umu te Wairua-Nuku, te Wairua-Rangi,
Te Wairua-Waho, te Wairua-Hu-te-rangi-oro.
Tangohia ta umu ko Huirangi, ko Huirangi mamao;
Mata o tuapaka, te Wairua-Hu-te-rangi-oro.
Tangohia ta umu ko Huirangi,
Tangohia ta umu ko Huirangi-te-Tauira.
Português
Eis meu forno, deixem-no assar a coroa do paraíso,
Deixem-no assar a calva cabeça do paraíso.
O forno se assenta, o forno morre, o forno fica prostrado -
O forno do Espírito da Terra, do Espírito do Paraíso,
O além do Espírito, o Espírito de Hu-te-rangi-oro.
Tome o forno, ele é Huirangi, ele é Huirangi-mamao;
Fisionomia do calor ardente, o Espírito de Hu-te-rangi-oro.
Tome o forno, ele é Huirangi,
Tome o forno, ele é Huirangi, o Acólito.